# ЗІЛ-41047
ЗІЛ-41047 — легковий автомобіль представницького класу з кузовом типу лімузин, що випускався заводом ім. Лихачова.

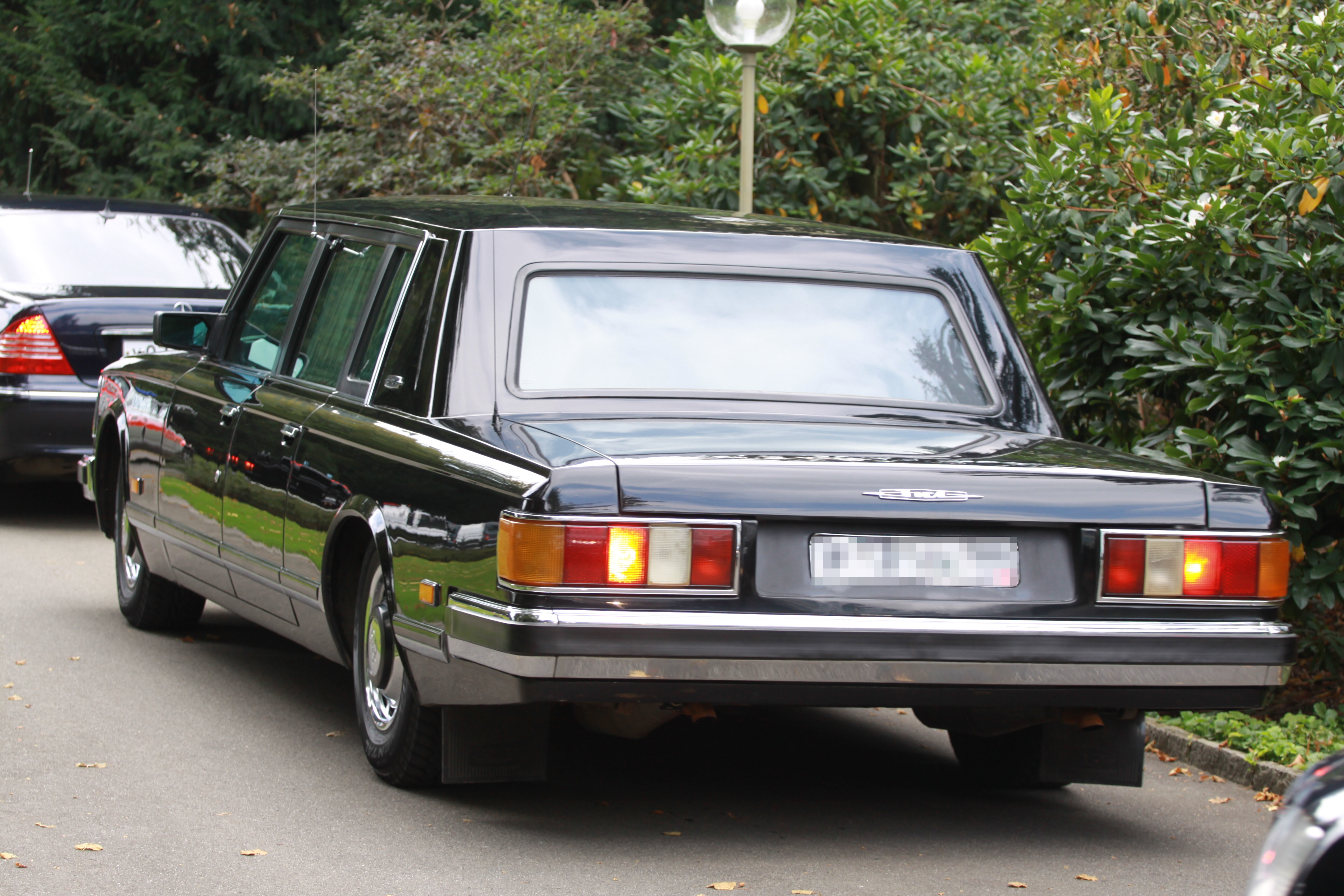

У зв'язку з приходом нового Генерального секретаря ЦК КПРС в 1985 році було розпочато виробництво ЗІЛ-41047, що прийшов на зміну моделі ЗІЛ-41045. Здвоєні фари стали прямокутними, по-іншому стилізована решітка радіатора, замінені задні ліхтарі, покажчики поворотів переміщені на торці крил. Зникли поворотні кватирки на передніх дверях. Раніше, з 1976 по 1983 рік, випускалася модель ЗІЛ-4104 (ЗІЛ-115) з модифікаціями, потім в період з 1983 по 1985 рік — ЗІЛ-41045 з модифікаціями; обидві моделі відрізнялися фарами круглої форми і рядом інших технічних параметрів. Автомобілі призначалися для обслуговування членів Політбюро (за що отримала прізвисько «членовоз» в ужитку) і зустрічей іноземних делегацій й випускалися обмеженими партіями не більше 20 штук на рік.
Останній автомобіль цього типу був випущений для Президента Казахстану в 2002 році.

## Аналог
Bentley Mulsanne Turbo (1984)

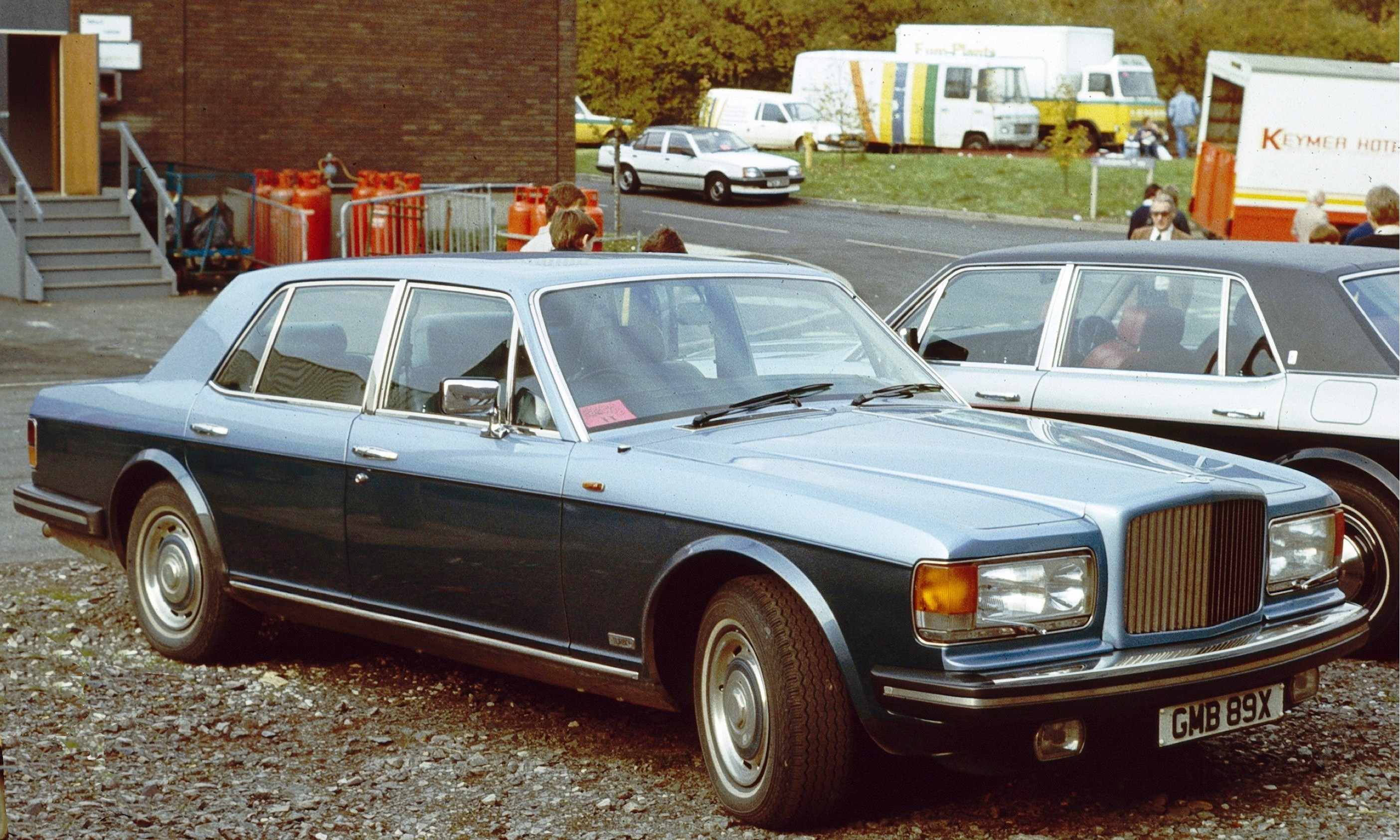
Bentley Mulsanne 1984
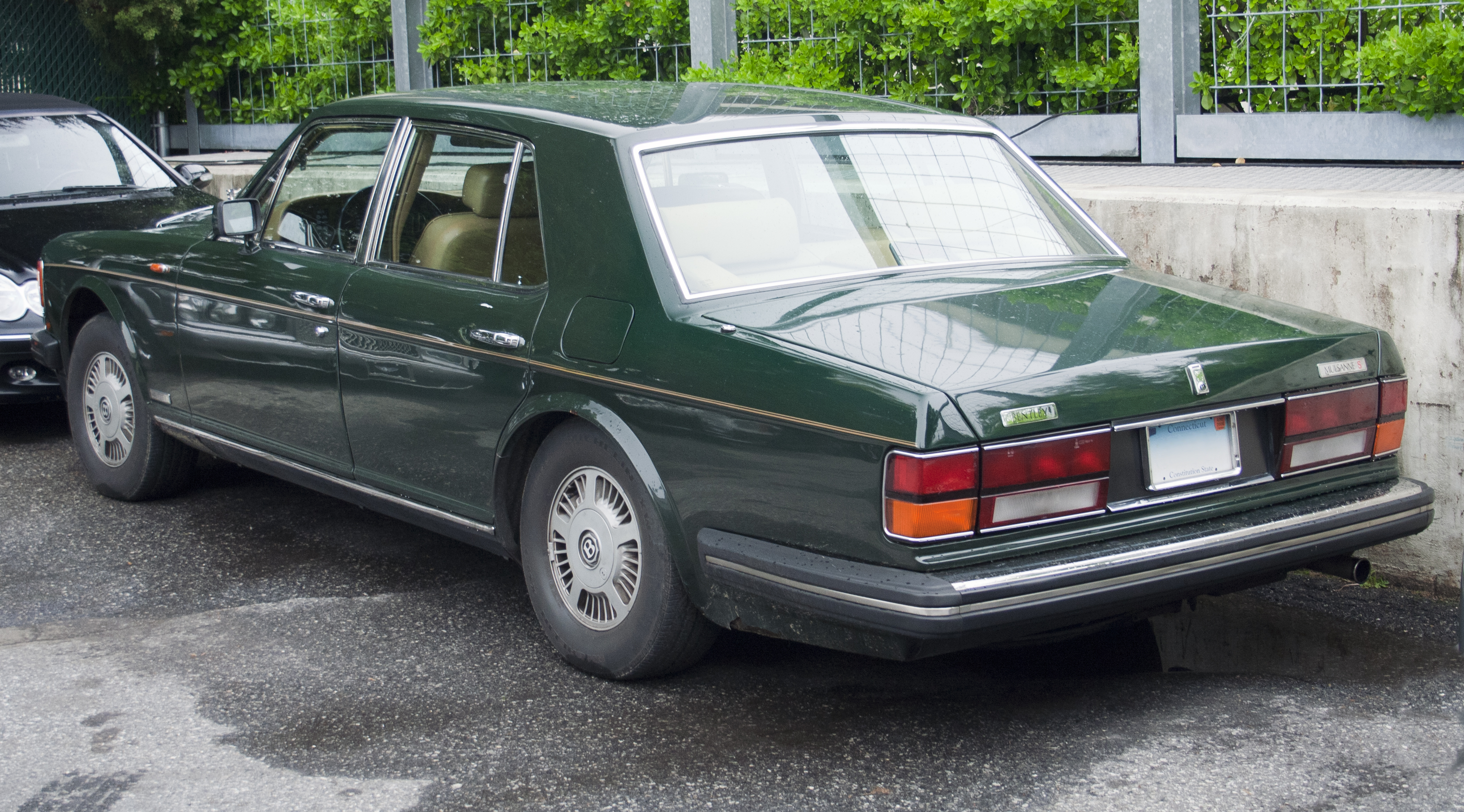
Bentley Mulsanne 1984